# Herbert Fryer
Pour les articles homonymes, voir Fryer.
Herbert Fryer, né le 21 mai 1877 - mort le 7 février 1957, est un pianiste, professeur et compositeur anglais.

## Biographie
George Herbert Fryer naît dans le quartier de Hampstead à Londres en 1877, seul garçon de trois enfants. Son père, George Henry Fryer, est courtier en assurances. Il est formé à la Merchant Taylors' School de Northwood à Londres puis étudie pendant deux ans (1893–95) auprès d'Oscar Beringer à la Royal Academy of Music (RAM). En 1894, Fryer remporte le prix Heathcote Long. Ce succès est suivi par quatre ans d'études (1895–98) au Royal College of Music (RCM) auprès de Franklin Taylor,.
En 1898, Fryer reçoit quelques leçons de Ferruccio Busoni à Weimar ainsi que de Tobias Matthay. Il fait ses débuts à Londres le 17 novembre 1898 puis entreprend une carrière de soliste de tournée et d'examinateur pour l'Associated Board of the Royal Schools of Music (en).
Ces tournées l'emmènent dans toute la Grande-Bretagne et sur le continent ainsi que dans de nombreuses régions du Canada, des États-Unis  et de l'Australie (y compris les champs aurifères de l'Australie occidentale),,,,, l'Afrique du Sud, l'extrême Orient et l'Inde. Il est également arbitre de concours musicaux. Il a la réputation d'avoir voyagé plus que tout autre pianiste britannique. Il donne 50 récitals rien qu'à Londres, ce qui serait un record. Le roi de Norvège Oscar II assiste à son récital à Christiania.
Il se produit aux Proms à six occasions de 1901 à 1918 où il interprète des œuvres telles que le Concerto pour piano nº 24 de Mozart, le Concerto pour piano nº 3 de Beethoven, la Fantaisie de concert et le Concerto pour piano nº 1 de Tchaïkovski et le Concerto pour piano nº 2 de Brahms. Il ne fait aucun doute que sa connaissance de l'œuvre de Brahms vient de ce que son professeur Oscar Beringer en a dirigé la première en Grande-Bretagne en 1882,.
En 1905, il prend un poste d'enseignant au RAM, poste qu'il occupe jusqu'en 1914, année durant laquelle il entreprend sa première tournée en Amérique du Nord. Il y reste trois ans et enseigne à l'Institute of Musical Art à New York jusqu'en 1917 (cet institut fusionne ensuite avec la Juilliard School),.
De retour en Grande-Bretagne en 1917, il est nommé professeur de piano au RCM, poste qu'il occupe pendant les 30 années suivantes jusqu'en 1947,. Il est nommé fellow du Royal College of Music en 1922. Retraité, il continue à enseigner en privé au-dessus de la salle d'exposition de la société Blüthner et meurt à Londres en 1957 à l'âge de 79 ans.
Fritz Fryer (1944–2007), guitariste du groupe pop britannique The Four Pennies (en) est son petit-fils.

## Élèves
Les élèves de Herbert Fryer représentent sa plus grande postérité :
- Trevor Barnard (en)
- John Bishop (en), surtout connu comme fondateur du festival d'Adélaïde (en)[16]
- Richard Bonynge, chef d'orchestre et mari de Joan Sutherland
- Lance Dossor (en)
- Colin Horsley (en)[17]
- Constant Lambert[18]
- George Malcolm[19]
- Anthony Milner[20]
- Cyril Smith (en)
- Kendall Taylor
- ainsi qu'Alex Burnard (1900–1971), Phillp Challis, John Clegg (b. 1928)[21], Phillip Gammon[22], Leonard Isaacs, John Kuchmy, David Parkhouse (1930–1989)[23], Phyllis Schuldt et Glyn Townley (1911–2012)[24].

## Enregistrements
Herbert Fryer a réalisé des enregistrements sur des rouleaux de piano de la société Welte-Mignon (de) ainsi que des enregistrements acoustiques sur 78 tours pour Vocalion Records :
- Beethoven : Menuet en mi bémol
- Chopin : Trois nouvelles études; Prélude de l'op. 28
- Dvořák : Humoresque en sol mineur[25]
- MacDowell : Sea Pieces, op. 55, enregistré en 1909[26]
- Schumann : The Prophet Bird, de l'op. 82

## Compositions
Ses compositions sont à présent un peu mieux connues :
- Étude-Caprice, op. 9, no 1
- Suite for Piano, op. 11
- Trois Préludes, op. 16[27]
- Trois Préludes, op. 17
- Morris Dance, op. 18, no 5
- The Virgin's Cradle-Hymn, op. 20, no 1[28]
- Cinq transcriptions op. 22 des Suites pour violoncelle seul de Bach[29]
  - Bourrée & Gigue de la Suite no 3 en ut majeur, BWV 1009
  - Sarabande de la Suite no 4 en mi bémol majeur, BWV 1010
  - Sarabande & Gavotte de la Suite no 6 en ré majeur, BWV 1012[30] (Jonathan Plowright a enregistré la Sarabande[31], son interprétation en public au Wigmore Hall le 15 novembre 2008 est disponible [vidéo] « ici », sur YouTube)
- Arrangements pour piano d'airs traditionnels anglais et irlandais[3]
  - Ah, Willow!
  - My Love's an Arbutus ([vidéo] « Disponible », sur YouTube)

Il écrit Hints on Pianoforte Practice (publié à New York en 1914).